# Artabotrys sarawakensis
Artabotrys sarawakensis este o specie de plante angiosperme din genul Artabotrys, familia Annonaceae, descrisă de Ian Mark Turner. Conform Catalogue of Life specia Artabotrys sarawakensis nu are subspecii cunoscute.